# 小行星20799
小行星20799（20799 Ashishbakshi）是一颗绕太阳运转的小行星，为主小行星带小行星。该小行星于2000年9月27日发现。

## 轨道参数
小行星20799的轨道半长轴为3.1009175 UA，离心率为0.158。